# Мариупольский округ
Мариу́польский о́круг (укр. Маріупольська округа) — единица административного деления Украинской ССР в 1923—1930 годах. Центр — город Мариуполь.
Образован 7 марта 1923 года в составе Донецкой губернии путём реорганизации бывшего Мариупольского уезда с присоединением части волостей соседних Таганрогского, Юзовского и Бердянского уездов. Бывшие волости были ликвидированы и объединены в 8 районов. Окружной центр при этом не входил в состав ни одного из районов.
С 3 июня 1925 года в состав Мариупольского округа была включена бо́льшая часть территории упразднённого Бердянского округа — город Бердянск и 4 района.
С 1 августа 1925 года, после ликвидации губерний в УССР, округ находился в прямом подчинении республиканскому центру.
Мариупольский округ был ликвидирован 2 сентября 1930 года, как и все прочие округа в УССР (ликвидационная комиссия завершила работу 8 января 1931 года). 17 июля 1932 года в составе Донецкой области был образован Мариупольский район, в состав которого вошли юго-восточные территории бывшего округа — город Мариуполь и упразднённые Будённовский, Мангушский и Новосёловский (с 1931 — Сартанский) районы.

## Территория и население
Площадь (с 1925 года, после присоединения части бывшего Бердянского округа) — 9,935 тысяч км2.
На момент переписи 1926 года население Мариупольского округа составляло 415’540 человек, в т.ч. городское население — 89’750 человек (21,6% населения округа):
- Мариупольский горсовет (город Мариуполь) — 41’300 человек;
  - Бердянский райгорсовет (город Бердянск) — 26’400 человек;
  - Заводской райгорсовет (посёлки Заводов «А» и «Б» имени Ильича, посёлок Гуглино, посёлок Броневой, станция Сартана) — 14’300 человек;
  - Портовской райгорсовет (посёлок городского типа Мариуполь-Порт, хутора Широкая Балка и Весёлый) — 7’700 человек.

Плотность населения (1926 год) — 41,8 чел./км2.
Национальный состав населения Мариупольского округа по переписи 1926 года:
| Национальность | Численность, чел. | Процент |
| -------------- | ----------------- | ------- |
| украинцы       | 227’443           | 54,73%  |
| русские        | 76’753            | 18,47%  |
| греки          | 64’238            | 15,46%  |
| немцы          | 26’122            | 6,29%   |
| евреи          | 13’483            | 3,24%   |
| болгары        | 1’413             | 0,34%   |
| молдаване      | 1’385             | 0,33%   |
| поляки         | 931               | 0,22%   |
| белорусы       | 640               | 0,15%   |
| цыгане         | 294               | 0,07%   |
| армяне         | 237               | 0,06%   |
| татары         | 191               | 0,05%   |
| чехи           | 60                | 0,01%   |
| другие         | 2’350             | 0,57%   |

## Руководители округа
Председатели исполнительного комитета Мариупольского окружного совета:
- 1923—1924: К. З. Поляков
- 1924—1925: Николай Григорьевич Чудненко
- 1925—1927: Владимир Никифорович Богуцкий
- 1927—1927: Василий Антонович Валявко
- 1927—1928: Иван Андреевич Гаврилов
- 1928—1930: Иван Михайлович Кудрин

Ответственные секретари Мариупольского окружного комитета КП(б) Украины:
- 1925—1927: Фёдор Филиппович Ляксуткин
- 1927—1929: Наум Павлович Голод[укр.]
- 1929—1930: Никита Алексеевич Алексеев

Начальники Мариупольского окружного отдела ГПУ:
- 1926—1927: Максим Иванович Витолин
- 1927—1929: Юрий Моисеевич Перцов
- 1929—1930: Владимир Иванович Окруй

Прокуроры Мариупольского округа:
- 1923—1925: Василий Ефимович Щербаков
- 1925—1926: Абрам Наумович Турин-Тальчинский
- 1926—1927: П. Л. Колодий
- 1927—1928: Иван П. Корнетов
- 1928—1930: Михаил Яковлевич Чернин

Председатели Мариупольского окружного суда:
- ок. 1926: А. Н. Быков
- ок. 1927: Л. Л. Беклешёв
- ок. 1928: М. И. Довгалевский

## Административное деление
С момента образования Мариупольский округ делился на 8 районов. В 1925 году в состав округа вошли ещё 4 района ликвидированного Бердянского округа. Районы делились на территории местных (городских, сельских, поселковых и районных в городе) советов, число которых в процессе разукрупнения постепенно возрастало — с 55-ти в 1923 году до 123-х в 1930 году (один сельсовет в 1929 году был передан в состав Запорожского округа).
| Название района (1928) | Районный центр | Население, чел. | Население, чел. | Площадь, км2 (1926) | Число местных советов | Число местных советов | Число местных советов | Число местных советов | Число местных советов |
| Название района (1928) | Районный центр | 1925            | 1926            | Площадь, км2 (1926) | 1923                  | 1925                  | 1926                  | 1928                  | 1930                  |
| --- | --- | --------------- | --------------- | ------------------- | --------------------- | --------------------- | --------------------- | --------------------- | --------------------- |
| Окружной центр (вне районов)                                                                                               | город Мариуполь | 20’320          | 34’292          | 10,7                | 1                     | 1                     | 1                     | 4                     | 4                     |
| Андреевский район (к Бердянскому району с 1931)                                                                            | село Андреевка | 22’255          | 22’588          | 542,9               | 7                     | 8                     | 9                     | 9                     | 9                     |
| Бердянский район (до 1925 — Ново-Спасовский район)                                                                         | город Бердянск (c 1925) (с 1927 не входил в состав района, оставаясь его центром) село Ново-Спасовка (до 1925)         | 47’924          | 50’206          | 887,7               | 10                    | 10                    | 10                    | 9                     | 9                     |
| Берестовецкий район (к Первомайскому району с 1931)                                                                        | село Берестовое | 27’139          | 27’820          | 551,8               | 6                     | 8                     | 9                     | 9                     | 9                     |
| Будённовский район (до 1925 — Ново-Николаевский район)                                                                     | село Будённовка (до 1923 — ст. Ново-Николаевская) (до 1925 — ст. Будённовская)                                         | 27’497          | 27’475          | 938,3               | 8                     | 8                     | 9                     | 10                    | 10                    |
| Володарский район (до 1923 — Никольский район) (в 1923—1925 — Петропавловский район) (в 1925—1925 — Республиканский район) | село Володарское (до 1923 — с. Никольское) село Республиканское (до 1923 — с. Петропавловка; с 1925 — кол. Республика) | 27’245          | 27’799          | 1’136,1             | 6                     | 6                     | 8                     | 9                     | 10                    |
| Люксембургский район (немецкий национальный) (до 1925 — Александро-Невский район)                                          | колония Люксембург (до 1923 — с. Александро-Невское; до 1925 — с. Люксембургское)                                      | 17’377          | 17’709          | 675,6               | 4                     | 4                     | 9                     | 10                    | 10                    |
| Мангушский район (в 1923—1927 — Ялтинский район)                                                                           | село Мангуш (до 1923 и с 1927) село Ялта (в 1923—1927)                                                                 | 18’568          | 24’233          | 582,6               | 4                     | 4                     | 5                     | 5                     | 6                     |
| Новосёловский район (с 1931 — Сартанский район)                                                                            | село Новосёловка (до 1931) село Сартана (с 1931)                                                                       | 24’619          | 27’647          | 504,5               | 5                     | 5                     | 9                     | 8                     | 8                     |
| Октябрьский район (до 1925 — Стретенский район) (с 1931 — Волновахский район)                                              | село Октябрьское (до 1925) (до 1923 — с. Стретенка) посёлок Волноваха (с 1925)                                         | 39’216          | 39’912          | 919,1               | 10                    | 10                    | 17                    | 18                    | 18                    |
| Первомайский район (до 1925 — Цареконстантиновский район)                                                                  | село Первомайское (до 1925 — с. Цареконстантиновка)                                                                    | 29’831          | 30’185          | 736,0               | 7                     | 7                     | 7                     | 8                     | 8                     |
| Старо-Каранский район | село Старо-Карань | 31’283          | 31’941          | 1’432,3             | 11                    | 11                    | 13                    | 15                    | 13                    |
| Старо-Керменчикский район (в 1925—1927 — Ново-Каракубский район)                                                           | село Старо-Керменчик (до 1925 и с 1927) село Ново-Каракуба (в 1925—1927)                                               | 24’791          | 25’238          | 920,0               | 7                     | 7                     | 9                     | 10                    | 9                     |
| | | 367’065         | 387’045         | 9’837,6             | 85                    | 89                    | 115                   | 124                   | 123                   |

## История округа
7 марта 1923 года, постановлением Президиума ВУЦИК «Об административно-территориальном делении Донецкой губернии, образовании округов и районов», ликвидировались ранее существовавшие уезды и волости, вместо которых создавались округа и районы. В состав Мариупольского округа вошли бывший Мариупольский уезд (целиком), части Юзовского и Таганрогского уездов Донецкой губернии, а также часть Бердянского уезда Екатеринославской губернии в составе следующих территорий:
| Новые районы (с 1923)     | Бывшие уезды (до 1923)                     | Бывшие волости (до 1923)    | Административные центры (центры районов выделены полужирным) (не существующие ныне населённые пункты выделены курсивом) |
| ------------------------- | ------------------------------------------ | --------------------------- | --- |
| Окружной центр Мариуполь  | Мариупольский уезд Донецкой губернии       | Уездный город Мариуполь     | город Мариуполь |
| Александро-Невский район  | Мариупольский уезд Донецкой губернии       | Александро-Невская волость  | колония Александро-Невское                                                                                              |
| Александро-Невский район  | Мариупольский уезд Донецкой губернии       | Ново-Каракубская волость    | село Ново-Каракуба |
| Александро-Невский район  | Мариупольский уезд Донецкой губернии       | Романовская волость         | колония Романовка |
| Мангушский район          | Бердянский уезд Екатеринославской губернии | Старо-Дубовская волость     | село Старо-Дубовка |
| Мангушский район          | Мариупольский уезд Донецкой губернии       | Мангушская волость          | село Мангуш |
| Мангушский район          | Мариупольский уезд Донецкой губернии       | Урзуфская волость           | село Урзуф |
| Мангушский район          | Мариупольский уезд Донецкой губернии       | Ялтинская волость           | село Ялта |
| Никольский район          | Бердянский уезд Екатеринославской губернии | Захарьевская волость        | село Захарьевка |
| Никольский район          | Мариупольский уезд Донецкой губернии       | Мало-Янисольская волость    | село Мало-Янисоль |
| Никольский район          | Мариупольский уезд Донецкой губернии       | Никольская волость          | село Никольское |
| Никольский район          | Мариупольский уезд Донецкой губернии       | Темрюкская волость          | село Темрюк Русский |
| Ново-Николаевский район   | Таганрогский уезд Донецкой губернии        | Ново-Николаевская волость   | станица Ново-Николаевская                                                                                               |
| Ново-Николаевский район   | Таганрогский уезд Донецкой губернии        | Крещатицкая волость         | село Крещатицкое |
| Новосёловский район       | Мариупольский уезд Донецкой губернии       | Новосёловская волость       | село Новосёловка |
| Новосёловский район       | Мариупольский уезд Донецкой губернии       | Портовская волость          | посёлок Мариуполь-Порт                                                                                                  |
| Новосёловский район       | Мариупольский уезд Донецкой губернии       | Сартанская волость          | село Сартана |
| Старо-Каранский район     | Мариупольский уезд Донецкой губернии       | Александровская волость     | село Греко-Александровка                                                                                                |
| Старо-Каранский район     | Мариупольский уезд Донецкой губернии       | Старо-Игнатьевская волость  | село Старо-Игнатьевка (волостной центр) село Старо-Карань (районный центр)                                              |
| Старо-Каранский район     | Мариупольский уезд Донецкой губернии       | Чермалыкская волость        | село Чермалык |
| Старо-Каранский район     | Таганрогский уезд Донецкой губернии        | Коньковская волость         | село Коньково |
| Старо-Керменчикский район | Мариупольский уезд Донецкой губернии       | Ново-Петриковская волость   | село Ново-Петриковка |
| Старо-Керменчикский район | Юзовский уезд Донецкой губернии            | Майорская волость           | село Старо-Майорское |
| Старо-Керменчикский район | Юзовский уезд Донецкой губернии            | Петровская волость          | село Петровское |
| Старо-Керменчикский район | Юзовский уезд Донецкой губернии            | Старо-Керменчикская волость | село Старо-Керменчик |
| Стретенский район         | Мариупольский уезд Донецкой губернии       | Анадольская волость         | село Анадоль |
| Стретенский район         | Мариупольский уезд Донецкой губернии       | Златоустовская волость      | село Златоустовка |
| Стретенский район         | Мариупольский уезд Донецкой губернии       | Стретенская волость         | село Стретенка |
| Стретенский район         | Юзовский уезд Донецкой губернии            | Волновахская волость        | станция Волноваха |
| Стретенский район         | Юзовский уезд Донецкой губернии            | Ивановская волость          | село Ивановка |
| Стретенский район         | Юзовский уезд Донецкой губернии            | Платоновская волость        | село Платоновка |

22 сентября 1923 года, приказом Мариупольского окрисполкома, в ознаменование 6-й годовщины Октябрьской революции, были переименованы 23 населённых пункта. Тогда же были перенесены центры 2 районов округа:
- Мангушского района — из села Мангуша в село Ялту (с переименованием района в Ялтинский);
- Никольского района — из села Володарского (Никольского) в село Республиканское (с переименованием района в Петропавловский).

14 февраля 1925 года, указом Совнаркома Украины, было принято решение об упразднении губерний и переходе с 01.10.1925 на трёхстепенную систему управления (округа, районы, сельские советы)..
19 февраля 1925 года, протоколом заседания Донецкой губернской административно-территориальной комиссии, в Мариупольском округе были перенесены 3 районных центра:
- Новосёловского района — из села Новосёловки в посёлки при Заводах «А» и «Б» имени Ильича (с оставлением прежнего названия района);
- Петропавловского района — из села Республиканского в село Володарское (с присвоением району наименования Республиканский);
- Стретенского района — из села Октябрьского в посёлок при станции Волноваха (с присвоением району наименования Октябрьский).

Тем же протоколом ещё 2 района были переименованы по новым (с 1923 года) наименованиям своих райцентров:
- Александро-Невский район — в Люксембургский район.
- Ново-Николаевский район — в Будённовский район.

13 марта 1925 года, постановлением ВУЦИК «Об установлении точного списка городов и поселений городского типа Донецкой губернии», Мариуполь был отнесён к разряду городов, а Мариуполь-Порт — к разряду посёлков городского типа.
30 апреля 1925 года, постановлением ВУЦИК, на территории Мариупольского округа был образован Люксембургский немецкий район с центром в селе Люксембургское, в состав которого вошли:
- Люксембургский (бывший Александро-Невский) район без Ново-Каракубского, Раковского и Зачатьевского сельсоветов;
- Республиканский сельсовет Республиканского (бывшего Петропавловского) района — сёла Республиканское, Ксеньевка, Мариновка, Ново-Романовка, Семёновка, Сергеевка и Степановка.

Ново-Каракубский сельсовет был включён в состав Старо-Керменчикского района, а Раковский и Зачатьевский сельсоветы — в состав Октябрьского района.
3 июня 1925 года, постановлением ВУЦИК и Совнаркома УССР, в состав Мариупольского округа вошла бо́льшая часть территории упразднённого Бердянского округа:
- город Бердянск — бывший окружной центр;
- бо́льшая часть Андреевского района (Андреевский, Елизаветовский, Елисеевский, Ивановский, Ново-Троицкий, Софиевский, Успеновский и Шевченковский сельсоветы)[18];
- Берестовецкий район;
- часть Ногайского района (Богородицкий сельсовет), присоединённая к Андреевскому району;
- Ново-Спасовский район, переименованный в Бердянский район с переносом райцентра в город Бердянск (не входивший в состав района);
- бо́льшая часть Царе-Константиновского района (без Конско-Раздорненского сельсовета).

С 1 августа 1925 года, постановлением ВУЦИК от 03.06.1925, ликвидировались все губернии, а с 15 июля того же года вся территория УССР (кроме Молдавской АССР) делилась на 41 округ, в чмсле которых был и Мариупольский. 17 августа 1925 года ликвидационная комиссия Донецкого губисполкома завершила свою работу.

Административная карта Мариупольского округа УССР в 1930 году.

18 августа 1925 года, протоколом заседания президиума Мариупольского окрисполкома, были перенесены центры 2 районов округа:
- Новосёловского района — из посёлков при Заводах «А» и «Б» имени Ильича в село Новосёловку (название района осталось прежним);
- Старо-Керменчикского района — из села Старо-Керменчика в село Ново-Каракубу (с переименованием района в Ново-Каракубский).

Тем же протоколом Республиканский район был переименован в Володарский по названию райцентра.
1 июля 1927 года, согласно протоколу заседания Центральной административно-территориальной комиссии, посёлки городского типа Заводов «А» и «Б» имени Ильича и Мариуполь-Порт с территорией, подчинённой их поселковым советам, были выделены из состава Новосёловского района и включены в городскую черту Мариуполя с образованием Заводского и Портовского райгорсоветов соответственно. Город Бердянск также был подчинён Мариупольскому горсовету, образовав ещё один райгорсовет. Тогда же Цареконстантиновский район был переименован в Первомайский (по новому названию райцентра), и были перенесены административные центры двух районов округа:
- Ялтинского района — из села Ялты в село Мангуш (с переименованием района в Мангушский);
- Ново-Каракубского района — из села Ново-Каракубы в село Старо-Керменчик (с переименованием района в Старо-Керменчикский).

7 июня 1929 года, протоколом заседания Центральной административно-территориальной комиссии, были утверждены следующие изменения:
- бо́льшая часть Зеленопольского сельсовета Старо-Керменчикского района (колонии Зеленополь, Пролетарская, Сладководная, Надёжная) и колония Красный Маяк Гайчульского сельсовета Первомайского района передана в состав новообразованного Ново-Златопольского еврейского района Запорожского округа;
- Старо-Дубовский сельсовет Мангушского района передан в состав Володарского района;
- Старо-Крымский и Мелекинский сельсоветы Новосёловского района переданы в состав Мангушского района;
- Чермалыкский и Келлеровский сельсоветы Старо-Каранского района переданы в состав Новосёловского района.

## Ликвидация округа
2 сентября 1930 года Мариупольский округ, как и все прочие округа УССР был ликвидирован.
8 января 1931 года, согласно сообщению Правительственной комиссии по ликвидации округов, на бывшей территории Мариупольского округа были упразднены Андреевский и Берестовецкий районы, присоединённые к Бердянскому и Первомайскому районам соответственно. Октябрьский район был переименован в Волновахский по местонахождению районного центра. Центр Новосёловского района — село Новосёловка — был включён (вместе с восточной частью территории сельсовета) в городскую черту Мариуполя с образованием райгорсовета; районный центр был перенесён в село Сартану, а район переименован в Сартанский. Остальная территория Новосёловского сельсовета (населённые пункты Самариной балки, хутор Шевченко, Бердянские хутора), а также Красно-Волонтёровский и Успеновский сельсоветы бывшего Новосёловского района были подчинены Мариупольскому городскому совету.
Таким образом, на бывшей территории округа остались следующие административные единицы, непосредственно подчинённые республиканскому центру:
- город Мариуполь;
- город Бердянск;
- Бердянский район (вместе с присоединённым Андреевским районом);
- Будённовский район;
- Володарский район;
- Люксембургский немецкий район;
- Мангушский район;
- Волновахский район (бывший Октябрьский район);
- Первомайский район (вместе с присоединённым Берестовецким районом);
- Сартанский район (бо́льшая часть бывшего Новосёловского района);
- Старо-Каранский район;
- Старо-Керменчикский район.

13 февраля 1932 года, согласно инструкции ВУЦИК о порядке образования новых районов в связи с образованием областей, были созданы ликвидационные комиссии для ликвидации ряда районов, в том числе Будённовского, Мангушского и Сартанского.
27 февраля 1932 года, часть территории бывшего Мариупольского округа вошла в состав созданной Днепропетровской области:
- город Бердянск;
- Бердянский район;
- Володарский район;
- Люксембургский немецкий район;
- Первомайский район;
- Старо-Каранский район;
- Старо-Керменчикский район.

Остальная территория бывшего округа осталась в прямом республиканском подчинении.
17 июля 1932 года, постановлением ВУЦИК, из 17 городов и районов центрального подчинения (в том числе и Мариуполя), 13 районов Харьковской и 5 районов Днепропетровской областей была образована Донецкая область. В составе новой области был создан Мариупольский район, разделённый на город Мариуполь, находившийся в областном подчинении, и пригородную черту.